# Saint-Cirgues-en-Montagne
Pour les articles homonymes, voir Saint-Cirgues.

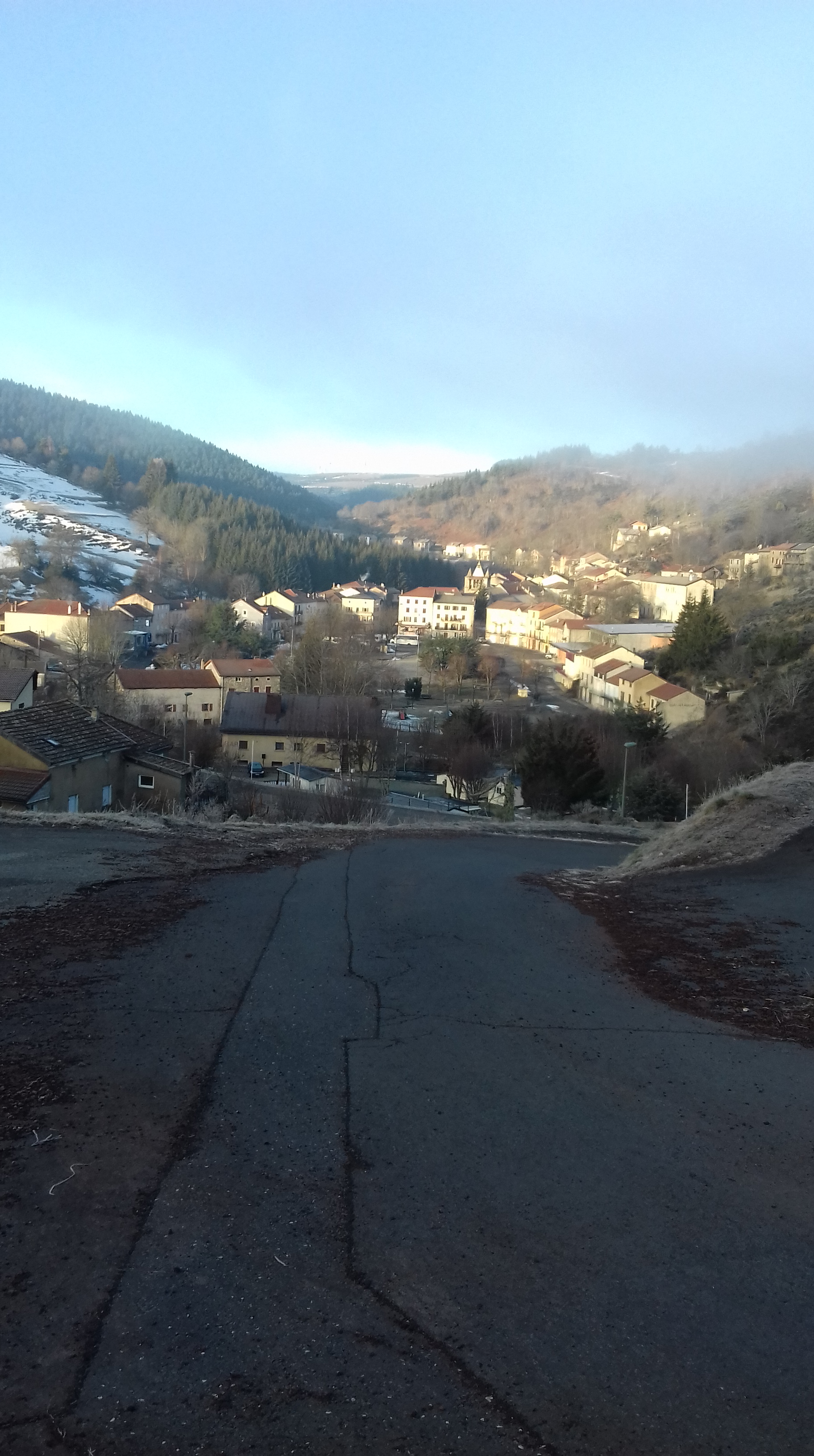
Vue sur Saint-Cirgues-en-Montagne.

Saint-Cirgues-en-Montagne est une commune française, située dans le département de l'Ardèche en région Auvergne-Rhône-Alpes.

## Géographie

### Situation et description
Le petit village de Saint-Cirgues, qui présente un aspect essentiellement rural, est situé sur le plateau ardéchois et les monts du Vivarais. L'ensemble du territoire est localisé en zone de moyenne montagne, dans la partie du Massif central appelée Haut-Vivarais.

### Communes limitrophes
Saint-Cirgues-en-Montagne est limitrophe de huit communes, toutes situées dans le département de l'Ardèche et réparties géographiquement de la manière suivante :

### Climat
Pour des articles plus généraux, voir Climat d'Auvergne-Rhône-Alpes et Climat de l'Ardèche.
En 2010, le climat de la commune est de type climat de montagne, selon une étude du CNRS s'appuyant sur une série de données couvrant la période 1971-2000. En 2020, Météo-France publie une typologie des climats de la France métropolitaine dans laquelle la commune est exposée à un climat de montagne ou de marges de montagne et est dans la région climatique Sud-est du Massif Central, caractérisée par une pluviométrie annuelle de 1 000 à 1 500 mm, minimale en été, maximale en automne.
Pour la période 1971-2000, la température annuelle moyenne est de 7,4 °C, avec une amplitude thermique annuelle de 16,2 °C. Le cumul annuel moyen de précipitations est de 1 233 mm, avec 10,3 jours de précipitations en janvier et 6,1 jours en juillet. Pour la période 1991-2020, la température moyenne annuelle observée sur la station météorologique de Météo-France la plus proche, « Mazan Abbaye Rad », sur la commune de Mazan-l'Abbaye à 3 km à vol d'oiseau, est de 7,4 °C et le cumul annuel moyen de précipitations est de 1 296,9 mm,. Pour l'avenir, les paramètres climatiques de la commune estimés pour 2050 selon différents scénarios d'émission de gaz à effet de serre sont consultables sur un site dédié publié par Météo-France en novembre 2022.

### Hydrographie
Traversé par le Vernason, ruisseau d'une longueur de 13,8 kilomètres et qui se jette en rive gauche dans la Loire, le territoire de la commune se rattache au bassin de la Loire.

### Voies de communication
Le territoire communal est traversé par la RD110.

## Urbanisme

### Typologie
Au 1er janvier 2024, Saint-Cirgues-en-Montagne est catégorisée commune rurale à habitat dispersé, selon la nouvelle grille communale de densité à 7 niveaux définie par l'Insee en 2022.
Elle est située hors unité urbaine et hors attraction des villes,.

### Occupation des sols
L'occupation des sols de la commune, telle qu'elle ressort de la base de données européenne d’occupation biophysique des sols Corine Land Cover (CLC), est marquée par l'importance des forêts et milieux semi-naturels (84,4 % en 2018), en diminution par rapport à 1990 (86 %). La répartition détaillée en 2018 est la suivante : 
forêts (63 %), milieux à végétation arbustive et/ou herbacée (21,4 %), prairies (10,2 %), zones agricoles hétérogènes (3,9 %), zones urbanisées (1,2 %), eaux continentales (0,3 %).
L'évolution de l’occupation des sols de la commune et de ses infrastructures peut être observée sur les différentes représentations cartographiques du territoire : la carte de Cassini (XVIIIe siècle), la carte d'état-major (1820-1866) et les cartes ou photos aériennes de l'IGN pour la période actuelle (1950 à aujourd'hui).

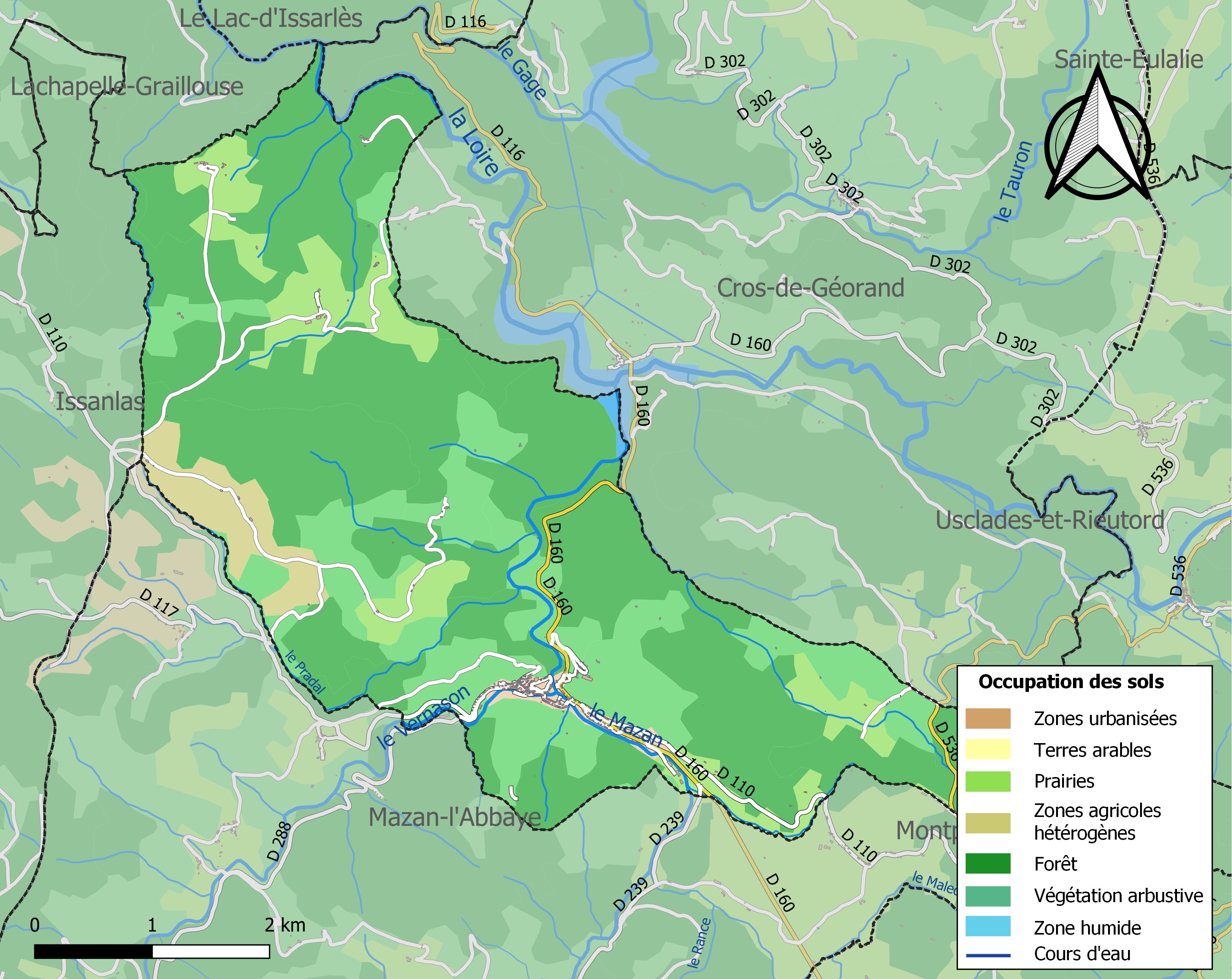
Carte des infrastructures et de l'occupation des sols de la commune en 2018 (CLC).

### Risques naturels

#### Risques sismiques
L'ensemble du territoire de la commune de Saint-Cirgues-en-Montagne est situé en zone de sismicité no 2 (sur une échelle de 5), comme la plupart des communes situées sur le plateau et la montagne ardéchoise.
| Type de zone | Niveau           | Définitions (bâtiment à risque normal) |
| ------------ | ---------------- | -------------------------------------- |
| Zone 2       | Sismicité faible | accélération = 1,1 m/s2                |

## Toponymie
Le nom de la commune provient de saint Cyr, honoré dans l'église paroissiale qui porte son nom, dont une des formes occitanes du nom est Cirgue. Le -s final ne s'explique pas par l'évolution phonétique normale de Cyricus, puisque dans les mots latins en -us, la consonne disparaît à date ancienne.

## Histoire

### Préhistoire
La route de l'étain passait par la vallée du Rhône qui était l'unique voie d'approvisionnement en minerai pour les pays méditerranéens pendant l'âge du bronze. L'étain, venu d'Armorique et de Cornouailles, était transporté jusqu'à l'estuaire de la Loire. De là, il remontait le fleuve afin de rejoindre le Rhône. Ce trajet est attesté par Diodore de Sicile qui, au Ier siècle avant notre ère, parlait d'un périple de trente jours pour atteindre l'embouchure du Rhône. Certains suggèrent un passage par Roanne, d'autres par la route du Puy-en-Velay et le col du Roux, près de Saint-Cirgues-en-Montagne. Trafic qui n'était pas sans risque comme en témoigne l’hypogée de Roaix, daté de la fin du chalcolithique. Situé au quartier des Crottes, il contenait trente corps qui tous portent des traces de blessures ou de traumatismes mortels, résultat d'une guerre locale liée au trafic de l'étain.

### Époque contemporaine
En 1793 la commune de Mazan est créée par scission de Saint-Cirgues-en-Montagne.

### Administration municipale

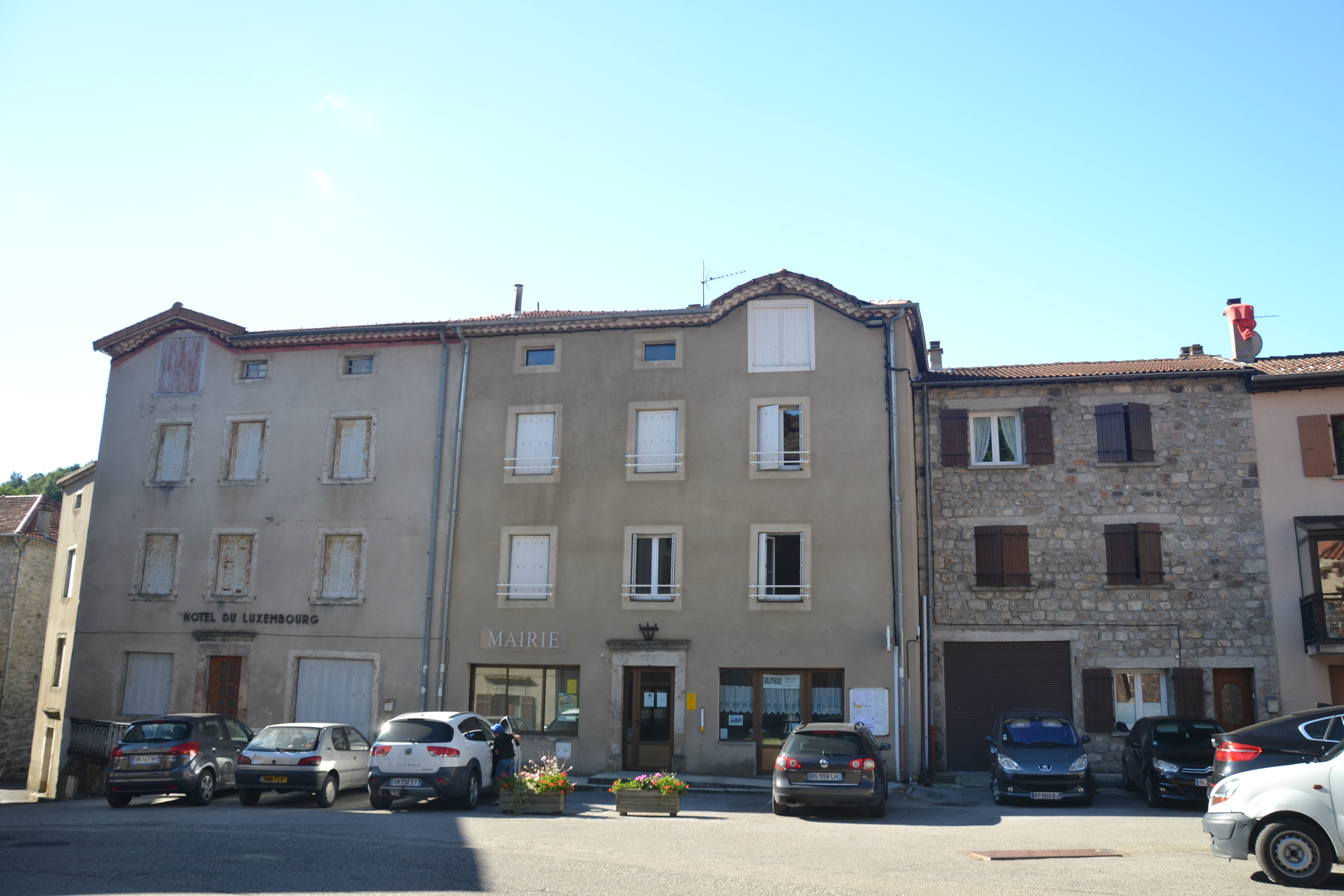
Mairie de Saint-Cirgues-en-Montagne.

## Politique et administration

### Liste des maires
| Période                                  | Période   | Identité              | Étiquette   | Qualité                                               |
| ---------------------------------------- | --------- | --------------------- | ----------- | ----------------------------------------------------- |
| Les données manquantes sont à compléter. |           |                       |             |                                                       |
| mars 1965                                | mars 1971 | Paul Ollier           | MRP         | Notaire Conseiller général (1961-1973 puis 1973-1979) |
| mars 1971                                | mars 1977 | Jean-Paul Sion        | CDP         | Chirurgien-dentiste                                   |
| mars 1977                                | mars 1989 | Pierre Duvert         | DVG         | Principal de collège                                  |
| mars 1989                                | mars 2001 | Aimé-Fernand Rochette | DVD         | Géomètre                                              |
| mars 2001                                | mai 2020  | Éric Lespinasse       | UMP puis LR | Hôtelier-restaurateur Conseiller général (2004-2011)  |
| mai 2020                                 | En cours  | Karine Accassat       | DVD         | Infirmière libérale                                   |

## Population et société

### Démographie
L'évolution du nombre d'habitants est connue à travers les recensements de la population effectués dans la commune depuis 1793. Pour les communes de moins de 10 000 habitants, une enquête de recensement portant sur toute la population est réalisée tous les cinq ans, les populations de référence des années intermédiaires étant quant à elles estimées par interpolation ou extrapolation. Pour la commune, le premier recensement exhaustif entrant dans le cadre du nouveau dispositif a été réalisé en 2005.

En 2022, la commune comptait 215 habitants, en évolution de +1,9 % par rapport à 2016 (Ardèche : +2,48 %, France hors Mayotte : +2,11 %).
| 1793 | 1800 | 1806 | 1821 | 1831 | 1836 | 1841 | 1846 | 1851 |
| ---- | ---- | ---- | ---- | ---- | ---- | ---- | ---- | ---- |
| 660  | 570  | 642  | 655  | 716  | 760  | 765  | 838  | 839  |

| 1856 | 1861 | 1866 | 1872 | 1876  | 1881  | 1886 | 1891  | 1896  |
| ---- | ---- | ---- | ---- | ----- | ----- | ---- | ----- | ----- |
| 809  | 840  | 902  | 861  | 1 017 | 1 034 | 964  | 1 044 | 1 103 |

| 1901  | 1906  | 1911  | 1921 | 1926 | 1931 | 1936 | 1946 | 1954 |
| ----- | ----- | ----- | ---- | ---- | ---- | ---- | ---- | ---- |
| 1 102 | 1 173 | 1 147 | 873  | 881  | 828  | 818  | 740  | 781  |

| 1962 | 1968 | 1975 | 1982 | 1990 | 1999 | 2005 | 2006 | 2010 |
| ---- | ---- | ---- | ---- | ---- | ---- | ---- | ---- | ---- |
| 543  | 498  | 462  | 397  | 361  | 285  | 254  | 250  | 246  |

| 2015 | 2020 | 2022 | - | - | - | - | - | - |
| ---- | ---- | ---- | - | - | - | - | - | - |
| 209  | 222  | 215  | - | - | - | - | - | - |

### Enseignement
La commune est rattachée à l'académie de Grenoble.

### Médias
Deux organes de presse écrite sont distribués dans la commune :
- L'Hebdo de l'Ardèche

Il s'agit d'un journal hebdomadaire français basé à Valence et diffusé à Privas depuis 1999. Il couvre l'actualité pour tout le département de l'Ardèche.
- Le Dauphiné libéré

Il s'agit d'un journal quotidien de la presse écrite française régionale distribué dans la plupart des départements de l'ancienne région Rhône-Alpes, notamment l'Ardèche. La commune est située dans la zone d'édition du centre-Ardèche (Privas).

### Cultes
La communauté catholique et l'église de Saint-Cirgues-en-Montagne (propriété de la commune) sont rattachées à la paroisse Notre-Dame de la Montagne, elle-même rattachée au diocèse de Viviers.

## Économie

### Agriculture
Saint-Cirgues-en-Montagne fait partie des zones de productions du picodon, du fin gras du Mézenc, du jambon de l'Ardèche, du saucisson de l'Ardèche, des volailles d'Auvergne, des vins Ardèche (IGP) et Méditerranée (IGP).

### Tourisme
Randonnées en raquette en hiver à partir du village.

## Culture locale et patrimoine

### Lieux et monuments

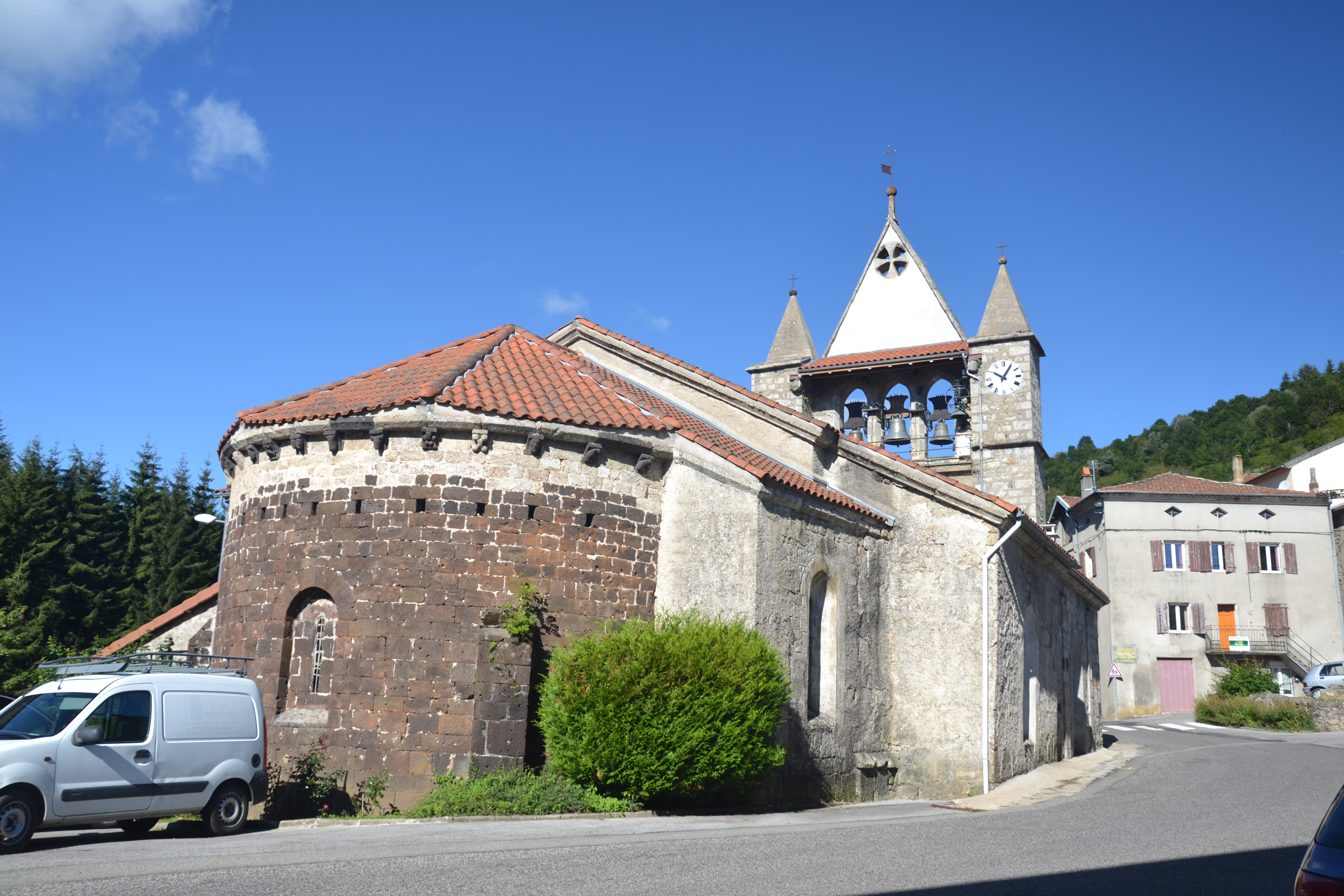
Abside de l'église de Saint-Cirgues-en-Montagne.

- Entre les communes du Roux et de Saint-Cirgues-en-Montagne, la route départementale D 160 emprunte le tunnel du Roux ;
- Église Saint-Cirice de Saint-Cirgues-en-Montagne[25].

### Personnalités liées à la commune
L'abbé Tauleigne (7 avril 1870 - 5 juin 1926) est né dans le village. Né Auguste Jean-Baptiste Tauleigne, il fait ses études au grand séminaire (institut séculier de formation des prêtres) de Sens et est reçu prêtre le 18 décembre 1899. Il enseigne les sciences comme professeur au petit séminaire (école de niveau secondaire) de Joigny, puis devient curé de Pontigny (Yonne). Il a inventé un procédé simple pour la photographie en couleurs et a travaillé sur les anaglyphes, la projection d'images multiples et d'objets opaques, les condenseurs à court foyer, les objectifs à grande ouverture et d'autres sujets d'optique. Il a aussi travaillé sur de multiples autres domaines, dont la carburation, l’acoustique (puissant haut-parleur à air comprimé), l’électricité, la télégraphie sans fil… Le radio-stéréomètre, une de ses nombreuses inventions, permettait de mesurer la profondeur d'un corps étranger dans le corps - mis au point pendant la guerre de 1914-1918 pour extraire les balles des corps des soldats. Il a reçu le prix de la fondation Carnegie en 1923,. Une rue de Pontigny, où il est décédé, porte son nom.
Michel Houellebecq mentionne Saint-Cirgues-en-Montagne dans son livre Extension du domaine de la lutte. Le narrateur décide de se rendre deux fois dans le village mais échoue la première fois. Le dernier chapitre de l'ouvrage porte le nom de Saint-Cirgues-en-Montagne où le narrateur prend un repas à l’hôtel Parfum des Bois.

### Héraldique
|  | Saint-Cirgues-en-Montagne possède des armoiries dont l'origine et le blasonnement exact ne sont pas disponibles. |